# محول زجاجات الماء الحلمي
محول زجاجات الماء الخاص بالأطفال (الحَلمي) هو حلمة صناعية يتم تركيبها على فوهة زجاجات الماء للسماح للأطفال وحديثي الولادة بشرب السوائل كالمُركبات، والمياه، والعصير.

## الإصدارات
هنالك الكثير من الإصدارات المختلفة من محول الزجاجات الحَلمي، ومنها:
- ريفريش أي بيبي (Refresh-A-Baby)[1]
- بيبي سبورت (BabySport)[2]
- فليبل (Flipple)[3]